# Карлі Томас
Карлі Томас (англ. Carley Thomas, 26 грудня 2000) — австралійська легкоатлетка, яка спеціалізується в спринті та бігу на середні дистанції, дворазова срібна призерка чемпіонату світу 2018 року серед юніорів.

## Основні міжнародні виступи
| Рік                  | Змагання                      | Місто                | Місце                | Дисципліна           | Примітки             |
| Виступи за Австралія | Виступи за Австралія          | Виступи за Австралія | Виступи за Австралія | Виступи за Австралія | Виступи за Австралія |
| -------------------- | ----------------------------- | -------------------- | -------------------- | -------------------- | -------------------- |
| 2018                 | Чемпіонат світу серед юніорів | Тампере              | 2                    | 800 метрів           | [ 1 ]                |
| 2018                 | 2                             | 4х400 метрів         | [ 2 ]                |                      |                      |